# 有森いずみ
有森 いずみ（ありもり いずみ、1977年11月13日 - ）は、日本の元AV女優。

## 略歴
東京都出身。1997年、溜池ゴロー監督の『Fall in Love』でAVデビュー。

## 作品

### アダルトビデオ
1997年
- Fall in Love（2月25日、HRC）
- ラビリンス（3月31日、HRC）
- 淫夢のぬくもり（4月30日、HRC）
- 淫虫の森（7月4日、MAX-A / サマンサ）
- 制服狩り痴漢電車(2)（7月20日、笠倉出版社）
- 崩壊ヴァージン（8月8日、アリスJAPAN）
- パンスト倶楽部6（8月24日、宇宙企画）
- 穴あきFUCK マンフェチ倶楽部（8月28日、笠倉出版社）
- 若妻縄不倫 48時間の愛奴（8月29日、シネマジック）
- 緊縛スチュワーデス 被虐のフライト 2（11月14日、シネマジック）
- スーパーAVメジャーリーグ 黒船襲来!（12月26日、トライハートコーポレーション）
- 天使の舌舐めずり 地獄に堕ちたOL（12月29日、エイトマン）

1998年
- Y's PLAY BONDAGE stageE（3月1日、サンセットカラー）
- メイドMいずみ（8月31日、サンセットカラー）
- スチュワーデス愛奴SPECIAL 2（11月6日、シネマジック）

2000年
- スーパーAVメジャーリーグ武勇伝 日米オールスター夢の狂艶（4月14日、トライハートコーポレーション）

2001年
- 美白乳（6月15日、GLAY'z）
- 雪村春樹蔵出し○秘映像 縄手篭めのメイドたち（6月29日、シネマジック）
- 死夜悪THE BEST 6 鬼畜輪姦セレクト2（10月1日、アタッカーズ）

2002年
- TOHJIRO作品集シリーズ 第1巻（2月22日、SODクリエイト）
- コスプレベストセレクション VOL.1（3月20日、SODクリエイト）
- 蛇縛輪姦 女子高生select（4月15日、アタッカーズ）
- TOHJIRO作品集シリーズ 第2巻（4月20日、SODクリエイト）
- TOHJIRO作品集シリーズ 第3巻（6月21日、SODクリエイト）
- TOHJIRO作品集シリーズ 第4巻（8月17日、SODクリエイト）
- TOHJIRO作品集シリーズ 第5巻（10月19日、SODクリエイト）

蛇縛アンソロジー1（10月8日、アタッカーズ）
2004年
- メモリアル超特急 痴漢電車Deluxe II（5月14日、ファイブスター）
- 被虐のフライト（9月24日、コレクト）
- 女子校生蛇縛輪姦DX（11月8日、アタッカーズ）

2006年
- 女子校生監禁凌辱 鬼畜輪姦 COMPLETE BOX 2（8月7日、アタッカーズ）

2007年
- 濡れしぐる女子校生あふれ出る肉欲（10月31日、ビデオバンク）
- 生けにえ天使の舌なめずり（10月31日、ビデオバンク）

発売日不明
- 令嬢 背面合掌筆嬲り 上下巻（サンセットカラー）
- マスク（サンセットカラー）
- 女因哀韻・淫ら座敷（サンセットカラー）
- 女子校生監禁凌辱 鬼畜輪姦9（アタッカーズ）
- 女子校生 蛇縛輪姦（アタッカーズ）
- 生けにえ天使の舌舐めずり（h.m.p）